# Cunnilingus

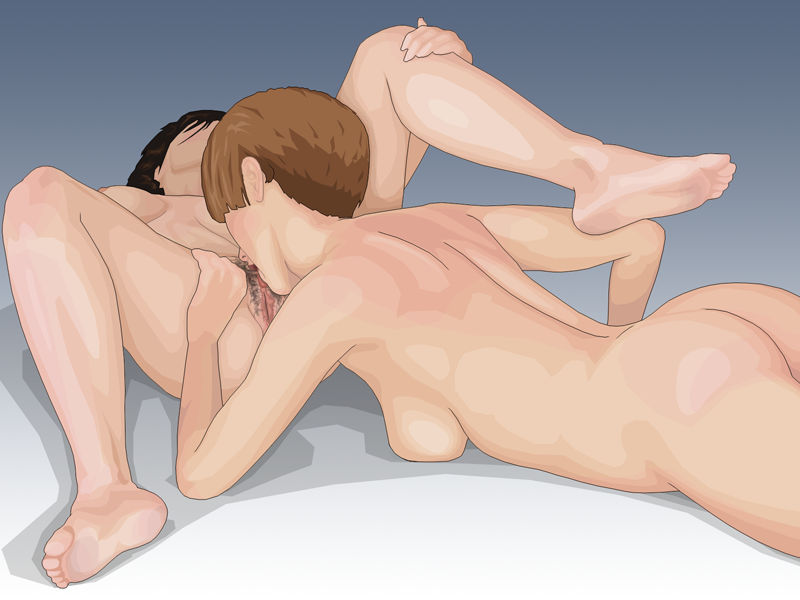
Een vrouw die een andere vrouw beft

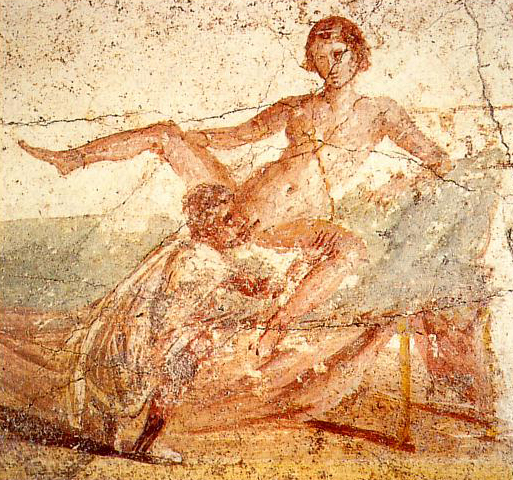
Cunnilingus, een afbeelding uit Pompeï.

Cunnilingus (informeel ook likken of beffen; van het Latijnse cunnus: vulva + lingere: (af)likken) is een vorm van orale seks waarbij met de tong of lippen de vulva, waaronder de schaamlippen en clitoris, seksueel wordt gestimuleerd. Beffen kan een manier zijn om een vrouwelijk orgasme te bereiken.
Beffen kan tijdens de seks een manier zijn om voor te bereiden op penetratie doordat door de opwinding de vagina vochtig wordt. Beffen kan gecombineerd worden met vingeren.

## Etymologie
De term cunnilingus is afgeleid van de Latijnse woorden voor de vulva (cunnus) en het werkwoord "likken" (lingō). Er zijn talloze slangtermen voor cunnilingus, waaronder "beffen", "flaphappen", "tapijt happen" en "bever eten". In het Engels is ook "tipping the velvet" gekend; verwijzend naar een uitdrukking waarvan romanschrijver Sarah Waters beweert dat ze "geplukt is uit de relatieve onbekendheid van Victoriaanse porno". Een persoon die cunnilingus uitvoert, kan een "cunnilinguïst" worden genoemd.

## Beoefening

### Algemeen
70-80% van de vrouwen bereiken alleen een orgasme door directe stimulatie van de clitoris. Volgens Shere Hite is de cunnilingus voor veel vrouwen daarvoor effectief. Cunnilingus kan gepaard gaan met andere stimulatietechnieken. Autocunnilingus, dat wil zeggen dat een vrouw zichzelf beft, vereist zoveel flexibiliteit dat alleen slangenmensen dat kunnen.